# Bruno Cagli
Bruno Cagli (Narni, 2 giugno 1937 – Roma, 29 novembre 2018) è stato un critico musicale, musicologo e saggista italiano, nonché presidente e sovrintendente dell'Accademia Nazionale di Santa Cecilia di Roma.

## Biografia
Si laureò all'Università di Roma in storia della musica sotto la guida del musicologo Luigi Ronga. Successivamente si specializzò nello studio dell'opera - in particolare quella italiana e francese dei secoli XVIII e XIX - sulla quale pubblicò numerosi saggi.
Come critico musicale scrisse per diversi quotidiani e periodici sia in Italia che all'estero; fu inoltre autore e sceneggiatore per il teatro, per programmi culturali radio-televisivi e per il cinema (il film Rossini! Rossini! di Mario Monicelli, 1991, con Suso Cecchi D'Amico e Nicola Badalucco), nonché autore di libretti d'opera per diversi compositori. Come docente ordinario insegnò storia della musica nei conservatori di Pesaro e di Roma, e nelle Università di Urbino e di Napoli. Ricoprì diversi incarichi direzionali in numerose istituzioni musicali e festival. Era accademico effettivo di Santa Cecilia e membro dell'Arcadia, dell'Istituto di studi romani, dell'Accademia Filarmonica Romana, dell'Accademia Raffaello di Urbino.
Nel 2010 il Consiglio Comunale di Cagli gli conferì, a consenso unanime, la cittadinanza onoraria.

## Cariche
- Direttore artistico della Fondazione Rossini di Pesaro (dal 1971 al 2008), ad oggi direttore emerito;
- Direttore artistico dell'Accademia Filarmonica Romana (dal 1978 al 1981 e dal 1986 al 1988)
- Direttore artistico del Festival rossiniano di Pesaro (1981)
- Presidente dell'Istituto Italiano per la Storia della Musica (IISM)
- Direttore artistico del Teatro dell'Opera di Roma (dal 1987 al 1990)
- Direttore artistico del Festival Verdi di Parma (dal 1999 al 2001)
- Direttore del Bollettino del centro rossiniano di studi (dal 1981 a tutt'oggi);
- Presidente e sovrintendente dell'Accademia nazionale di Santa Cecilia (dal 1990 al 1999 e dal 2003 al febbraio 2015)

## Curatele e edizioni
- Curatore dell'edizione critica delle opere di Rossini per la Fondazione Rossini di Pesaro
- Curatore delle Sonate per violino e chitarra di Paganini
- Curatore della Storia del Teatro San Carlo di Napoli, pubblicata da Electa
- Curatore della nuova edizione dell'epistolario di Rossini

## Onorificenze e riconoscimenti

### Premi
- Prix Italia per il melodramma radiofonico Una vendetta in musica, con Lorenzo Salvetti (1981)

### Cittadinanza onoraria
- Cittadinanza onoraria della città di Cagli (Consiglio Comunale di Cagli, Delibera n. 52 del 29.09.2010)